# منطقه حفاظت‌شده مراکان
منطقه حفاظت شده مراکان با ۷/۱۰۳۹۸۳هکتار وسعت تحت مدیریت اداره کل حفاظت محیط زیست استان آذربایجان غربی قرار دارد. این‌منطقه بر اساس روزنامه رسمی کشور در تاریخ ۷/۶/۱۳۴۶ طبق مصوبه شماره یک شورای عالی شکاربانی و نظارت بر صید به عنوان منطقه حفاظت شده به تصویب رسیده‌است.

## موقعیت جغرافیایی و راه‌ها
از نظر تقسیمات سیاسی، بخش‌هایی از منطقه حفاظت شده مراکان در استان آذربایجان شرقی (شهرستان‌های مرند و جلفا) و بخش‌هایی در استان آذربایجان غربی (شهرستان‌های پلدشت، چایپاره و خوی) قرار گرفته‌است. نزدیک‌ترین شهرها به این منطقه، شهرهای جلفا و هادی شهر در شمال شرقی این منطقه و شهر قره‌ضیاءالدین در جنوب غربی منطقه می‌باشند.
دسترسی به منطقه، از طریق جاده ترانزیت تبریز به مرز بازرگان (از ایواوغلی تا قره ضیاالدین) میسر می‌شود. این منطقه در ضلع شمالی جاده یادشده، واقع است و محدوده‌ای تا مرز ایران با جمهوری آذربایجان (حاشیه رودخانه ارس) را از سمت شمال در بر می‌گیرد؛ بنابراین علاوه بر جاده یادشده، جاده قره ضیاالدین به شهرک مرزی ارس و همچنین جاده مرزی جلفا به شهرک ارس به ترتیب ضلع غربی و ضلع شمالی این منطقه را تشکیل می‌دهند. .

## محیط طبیعی (پوشش گیاهی و حیات وحش)
منطقه حفاظت شده مراکان به علت دارا بودن زیستگاه‌های مختلف از تنوع گونه‌های جانوری برخوردار بوده و با تأثیرپذیری از محیط اطراف خود و به دلیل داشتن ارتفاعات، صخره‌ها، دشت‌ها و تپه ماهورهای متعدد با پوشش گیاهی متنوع استپی، به صورت یک مجموعه ارزشمند از حیات جانوری در شمال غربی کشور درآمده‌است. گونه‌های بارز علفخواران بزرگ جثه منطقه حفاظت شده مراکان شامل قوچ و میش ارمنی، کل و بز می‌باشد. همچنین گونه‌هایی مثل گرگ، خرگوش، سیاه‌گوش و … نیز در منطقه مشاهده می‌شود.
از نظر پوشش گیاهی می‌توان به گونه‌هایی مثل پوا، آگروپیرون، گون، چوبک، کلاه میرحسن، میخک، انواع لگومینوز و همچنین تعداد ک‌می درختچه از نوع تنگرس، شیرخشت، گلابی وحشی اشاره نمود.
برای حمایت و حفاظت از تنوع زیستی در این منطقه حفاظت شده، چند پاسگاه محیط بانی دایر شده‌است. مراکز حفاظتی موجود در منطقه حفاظت شده مراکان شامل پاسگاه محیط بانی قوچعلی کندی (مرز جنوب شرقی)، پاسگاه محیط بانی گلفرج (داخل منطقه، شرق)، پاسگاه محیط بانی جلفا (مرز شرقی)، پاسگاه محیط بانی دودای (داخل منطقه، مرکز)، پاسگاه محیط بانی تاج خاتون (غرب) و پاسگاه سرمحیط‌بانی مراکان (جنوب) می‌باشد. .

## برنامه‌ها و مدیریت
در سال ۱۳۸۸ مطالعات طرح مدیریت این منطقه انجام شده و ناحیه بندی (زون‌بندی) شده‌است. بر این اساس، ناحیه‌های (زون‌های) زیر در آن شناسایی شده و برای هر ناحیه، برنامه‌هایی نیز تهیه شده است:
- ناحیه محدودیت شدید حفاظتی
- ناحیه حفاظت
- ناحیه طبیعت‌گردی گسترده
- ناحیه طبیعت‌گردی متمرکز
- ناحیه بازسازی
- ناحیه استفاده ویژه- اداری
- ناحیه سپر بازدارنده
- ناحیه سایر استفاده‌ها